# Shankhari
El Bazar Shankhari (en bengalí:শাঁখারী বাজার; en transcripción: Śām̐khārī bājāra) es una de las zonas más antiguas de Daca. Se extiende a lo largo de un camino estrecho, bordeado de edificios de ladrillo ricamente decorados, construidos durante el último período mogol o colonial.

## Ubicación
El Bazar de Shankhari se encuentra cerca de la intersección de las calles de Islampur y Nawabpur , una cuadra al norte del río Buriganga. El lugar pertenece especialmente a los hindúes bengalíes. Alrededor del 70% y 80% de los residentes del área son hindúes bengalíes, el resto son musulmanes. 

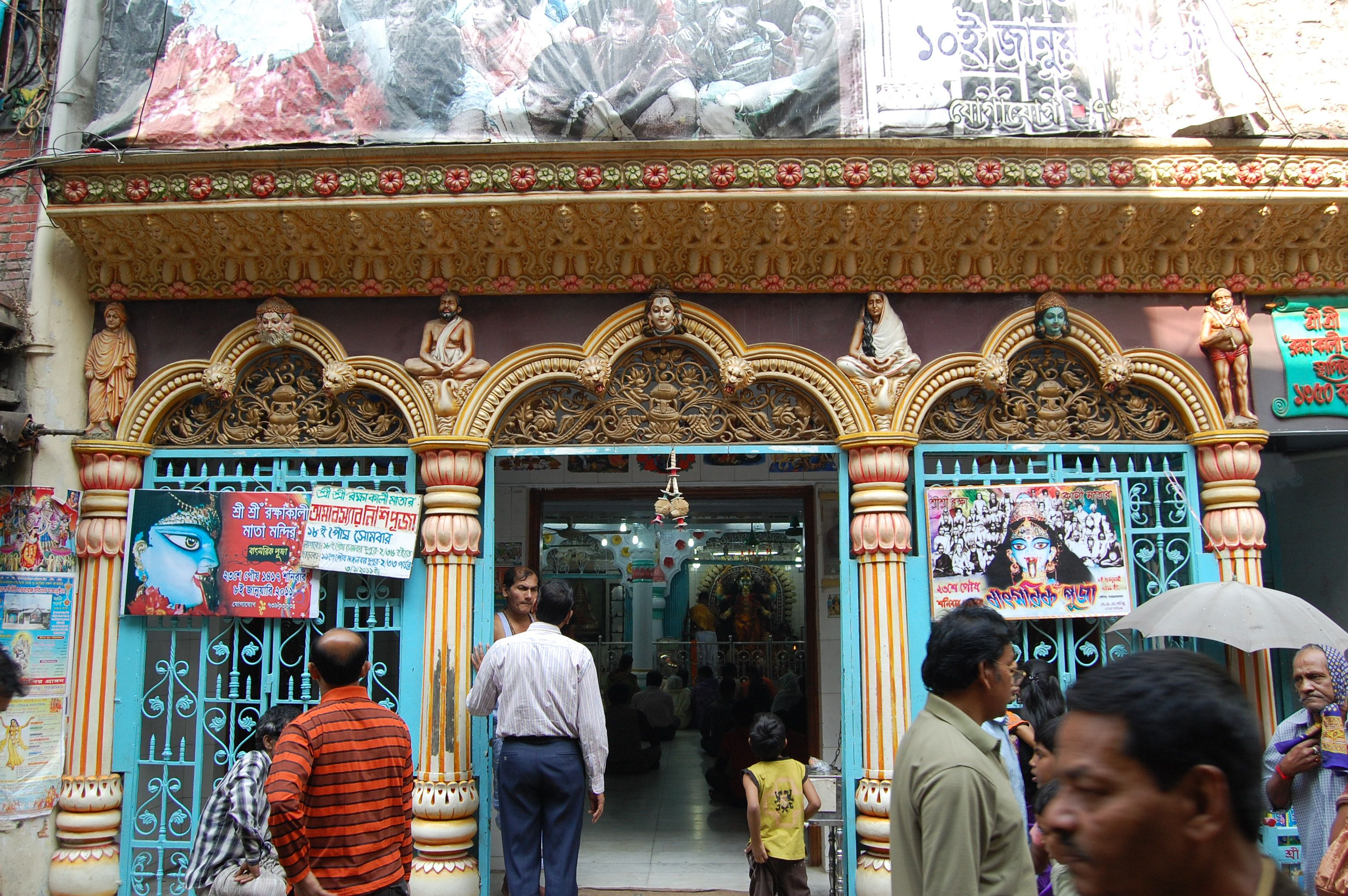
Una de las entradas del bazar.

## Etimología
El nombre original es en bengalí: শাঁখারী বাজার,y escrito en transcripción como: Śām̐khārī bājāra. El área estaba dominada por la comunidad de Shankhari, que derivaron su nombre de Shankha, un brazalete decorado hecho de rodajas de Shankha o conchas de caracol. Un brazalete de Shankha es el símbolo que indica que una mujer hindú está casada. Según los informes, en el siglo XVII, el emperador mogol trajo a los Shankharis (trabajadores de caracolas) a Daca, que les asignó esta área para su asentamiento; Más tarde se hizo conocido como el Bazar Shankhari. El Bazar Shankhari es una calle larga y estrecha bordeada por edificios de ladrillo de cierta antigüedad. Los edificios tienen aproximadamente 12 pies de ancho, de 70 a 100 pies de profundidad y 2 a 3 pisos de altura. La mayor altura de los edificios es de cuatro pisos. Cada casa solía tener una sala del templo. [cita requerida]

## El oficio de los Shankharis
El pueblo Shankhari crea artesanías. Su ocupación tradicional es la preparación de brazaletes y anillos hechos de rodajas de concha, utilizando herramientas especializadas. La ciudad de Daca fue durante mucho tiempo el principal centro de la industria de corte de conchas en la India y Bangladés En 1971, una masacre llevada a cabo por el Ejército de Pakistán durante la Guerra de Liberación de Bangladés redujo en gran medida la población de Shankharis en Daca, por lo que actualmente el principal centro de la industria artesanal es ahora Calcuta .[cita requerida]

## Crítica a los Trabajadores Shankharis
Según James Hornell FLS, Superintendente de las Pesquerías de Perlas y Chank del Gobierno de Madrás a principios del siglo XX, "Los trabajadores pertenecen exclusivamente a la subcasta Sankhari de Vaisyas: parecen ser muy conservadores y tienen reputación de ser extremadamente clandestina."  Actualmente, la mayoría de los shankhari pertenecen a la rama Vaishnava del hinduismo, y algunos a la escuela Shakta; Muchos son vegetarianos.

## Templos y Durga Puja

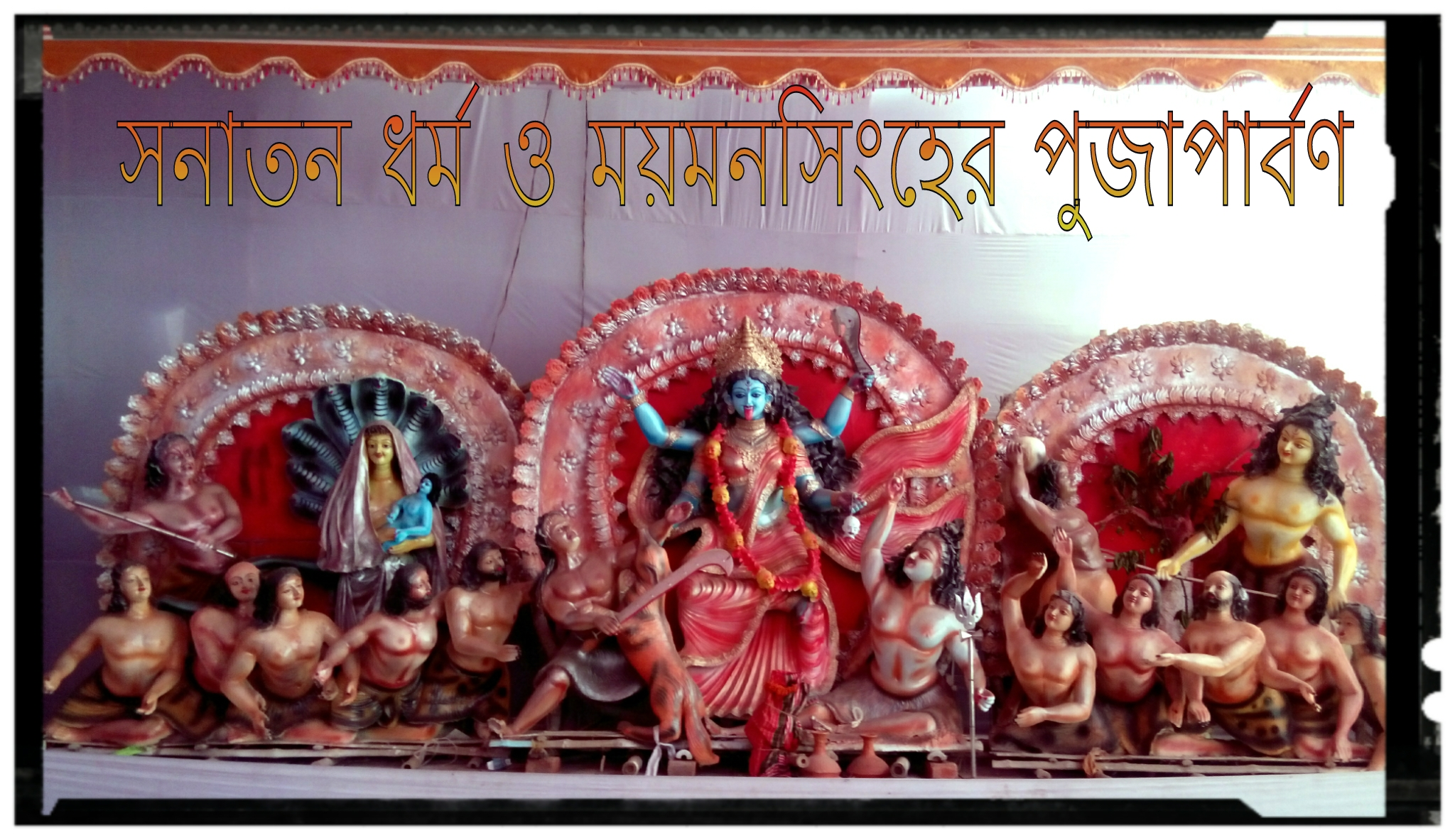
Reliquias hindúes vendiéndose en el bazar.

Los templos hindúes son una de las principales atracciones del Bazar de Shankhari. Hay muchos templos en esta calle estrecha. Con el paso del tiempo, el Bazar de Shankhari se ha elevado al nivel del centro más popular para las festividades religiosas. Como una de las áreas más densamente pobladas del mundo, el Bazar de Shankhari también tiene la mayor concentración de hindúes en Daca. Los templos son pequeños pero están bien decorados con motivos ornamentales en la entrada y en las paredes de los templos. Los templos contienen la estatua de la diosa Durga, Ganesha, Shiva, etc. Durga Puja es el principal festival de los hindúes. Durante Durga puja, la gente se reúne en el Bazar de Shankhari para adorar y ver a la diosa Durga. Además de hindúes, los musulmanes también asisten a la Puja. En Durga puja, el Bazar de Shankhari se ve con un decorado elegante, debido a los coloridos festones, pancartas, entre otros. También se construyen pequeñas y temporales tiendas de comida durante Durga puja. Personas de diferentes lugares vienen al Bazar de Shankhari para ver la Puja.

## Panitola
Panitola se encuentra en el Rakhal Chandra Basak Lane del Bazar de Shankhari. El nombre de Panitola proviene básicamente de la primera zona de asentamiento de Panniwala, personas que solían fabricar papel de aluminio. El estilo de vida de los Panniwala era similar al del pueblo Shankhari .